# Inga Čilvinaitė
Inga Čilvinaitė, née le 14 février 1986 à Vilnius, est une coureuse cycliste lituanienne. Championne de Lituanie sur route en 2005 et 2012 et du contre-la-montre en 2013, elle a également remporté le Tour du Costa Rica en 2013. En mars 2014, elle est contrôlée positive à l'octopamine (en) est suspendue 18 mois.

## Palmarès
- 2005
  -  Championne de Lituanie sur route
  - 2e du championnat de Lituanie du contre-la-montre
- 2006
  - 6e du championnat d'Europe sur route espoirs
- 2008
  - 2e du championnat de Lituanie sur route
- 2010
  - 2e étape secteur a du Trophée d'or féminin
- 2011
  - 2e du championnat de Lituanie sur route
- 2012
  -  Championne de Lituanie sur route
  - 3e étape du Tour de Toscane féminin-Mémorial Michela Fanini
  - 2e du Gran Premio della Liberazione
- 2013
  -  Championne de Lituanie du contre-la-montre
  - Tour du Costa Rica :
    - Classement général
    - 2e et 4e étapes
- 2014
  - 5e étape du Tour du Salvador
- 2021
  -  Championne de Lituanie du contre-la-montre
- 2022
  -  Championne de Lituanie du contre-la-montre
  - 3e du championnat de Lituanie sur route